# コスタボニータ
コスタボニータ（欧字名:Costa Bonita、2019年4月29日 - ）は、日本の競走馬。主な勝ち鞍に2024年の福島牝馬ステークス。
馬名の意味は、「美しい海岸（西）」。父名より連想。

## 経歴

### 2歳（2021年） - 3歳（2022年）
2021年11月21日阪神芝1600mの2歳新馬で田辺裕信鞍上でデビュー。レースでは後方追走から最後の直線で追い込んでくるもアストロフィライトの2着に敗退。その後も勝ち切れないレースが続いたが、2022年4月24日阪神芝1600mの3歳未勝利では好位追走から抜け出すと後続に2馬身差をつけ4戦目で初勝利を収めると、5月21日東京芝1600mの3歳1勝クラスと9月19日中京の2012メモリアル ジェンティルドンナカップを共に勝利して3連勝とした。この後、10月の元町ステークスは4着、11月の秋色ステークスは14着に敗れて3歳シーズンを終えることになった。

### 4歳（2023年）
2月12日の初音ステークスで始動。8番人気の低評価であったが3番手追走から抜け出すと最後は追いすがるタガノパッションの追撃をクビ差振り切り4勝目を挙げてオープン入りする。重賞初挑戦となった4月8日のGII阪神牝馬ステークスでは中団から鋭く脚を伸ばすもサウンドビバーチェの3着に敗れると、暫くは好走と凡走を繰り返すことになる。年末のディセンバーステークス（L）では好位追走からしぶとく脚を伸ばしたが最後方から追い込んできたロングランにクビ差かわされ2着となり4歳シーズンを終えた。

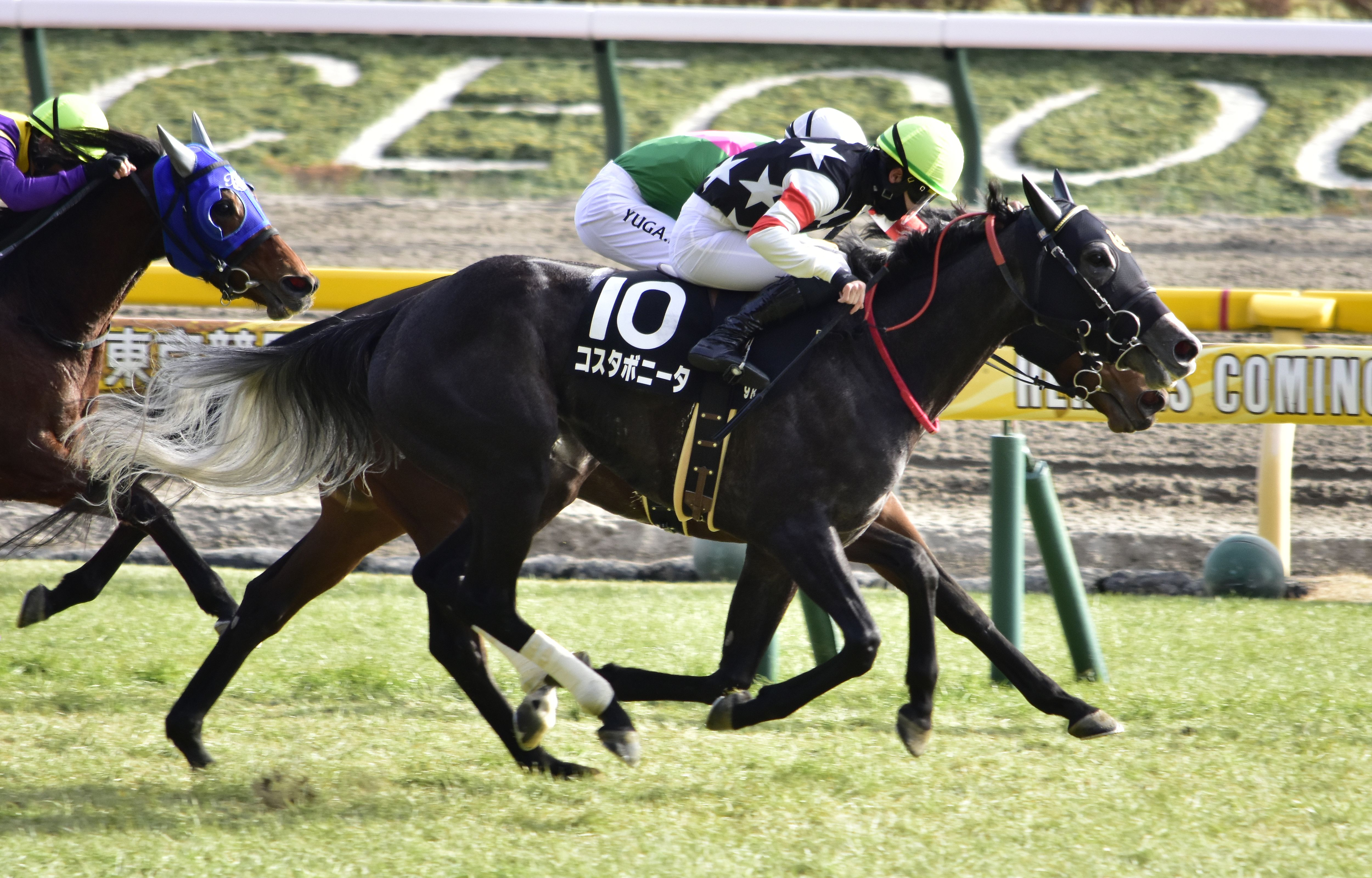
初音ステークス出走時

### 5歳（2024年） - 6歳（2025年）
2024年1月13日のGIII愛知杯で始動しミッキーゴージャスの3着に敗れると、続くGIII中山牝馬ステークスでも5着に終わる。4月20日のGIII福島牝馬ステークスでは好位のインでレースを進め、直線で鋭く脚を伸ばすと先に抜け出したフィールシンパシーをゴール前でクビ差かわして重賞初制覇を飾った。優先出走権を獲得していたヴィクトリアマイルは回避した。この後、重賞連勝を狙って6月16日のマーメイドステークスに3番人気で出走したがスタートで出遅れて終始後方のまま10着と大敗を喫するも、続く小倉記念では道中離れた2番手を追走し直線で一旦は先頭に立つもリフレーミングの末脚に屈し2着と惜敗する。秋に入り10月14日の府中牝馬ステークスは道中3・4番手追走も直線で失速して11着、11月10日のエリザベス女王杯は好位追走も直線で伸びを欠き9着と精彩を欠いた。翌2025年1月25日に行われた小倉牝馬ステークスで9着に敗れたのを最後に現役を引退、生まれ故郷の社台ファームで繁殖牝馬となる予定。

## 競走成績
以下の内容は、JBISサーチおよびnetkeiba.comに基づく。
| 競走日     | 競馬場 | 競走名              | 格   | 距離（馬場）  | 頭 数 | 枠 番 | 馬 番 | オッズ （人気） | 着順 | タイム （上り3F） | 着差 | 騎手      | 斤量 [kg] | 1着馬（2着馬）                      | 馬体重 [kg] |
| ---------- | ------ | ------------------- | ---- | ------------- | ----- | ----- | ----- | --------------- | ---- | ----------------- | ---- | --------- | --------- | ----------------------------------- | ----------- |
| 2021.11.21 | 阪神   | 2歳新馬             |      | 芝1600m（良） | 16    | 4     | 7     | 012.70（4人）   | 02着 | R1:34.8（33.4）   | -0.1 | 0田辺裕信 | 54        | アストロフィライト                  | 454         |
| 2022.01.30 | 中京   | 3歳未勝利           |      | 芝1600m（良） | 13    | 5     | 6     | 002.40（1人）   | 02着 | R1:35.3（34.7）   | -0.6 | 0田辺裕信 | 54        | アンジェリーナ                      | 454         |
| 0000.02.13 | 阪神   | 3歳未勝利           |      | 芝1600m（良） | 13    | 7     | 11    | 004.00（2人）   | 05着 | R1:36.0（33.4）   | -0.6 | 0藤岡康太 | 54        | ディオ                              | 456         |
| 0000.04.24 | 阪神   | 3歳未勝利           |      | 芝1600m（稍） | 18    | 8     | 16    | 003.40（2人）   | 01着 | R1:36.2（34.5）   | -0.3 | 0藤岡康太 | 54        | （ピラティス）                      | 460         |
| 0000.05.21 | 東京   | 3歳1勝クラス        |      | 芝1600m（稍） | 10    | 8     | 10    | 005.70（4人）   | 01着 | R1:33.9（35.1）   | -0.5 | 0田辺裕信 | 54        | （サイード）                        | 454         |
| 0000.09.19 | 中京   | ジェンティルドンナC | 2勝  | 芝1600m（稍） | 11    | 7     | 9     | 001.50（1人）   | 01着 | R1:34.6（34.9）   | -0.2 | 0藤岡康太 | 53        | （セントウル）                      | 462         |
| 0000.10.23 | 阪神   | 元町S               | 3勝  | 芝1600m（良） | 10    | 4     | 4     | 004.30（2人）   | 04着 | R1:33.0（34.2）   | -0.7 | 0藤岡康太 | 53        | フラーズダルム                      | 462         |
| 0000.11.19 | 東京   | 秋色S               | 3勝  | 芝1600m（良） | 16    | 6     | 12    | 027.0（10人）   | 14着 | R1:33.5（33.9）   | -1.5 | 0田辺裕信 | 54        | ジャスティンスカイ                  | 456         |
| 2023.02.12 | 東京   | 初音S               | 3勝  | 芝1800m（良） | 15    | 5     | 10    | 031.30（8人）   | 01着 | R1:46.6（34.2）   | -0.1 | 0松山弘平 | 55        | （タガノパッション）                | 456         |
| 0000.04.08 | 阪神   | 阪神牝馬S           | GII  | 芝1600m（稍） | 12    | 2     | 2     | 039.80（9人）   | 03着 | R1:34.2（34.0）   | -0.3 | 0鮫島克駿 | 55        | サウンドビバーチェ                  | 462         |
| 0000.05.20 | 東京   | メイS               | OP   | 芝1800m（良） | 18    | 8     | 18    | 020.70（8人）   | 06着 | R1:45.5（34.6）   | -0.8 | 0松山弘平 | 54        | サクラトゥジュール                  | 462         |
| 0000.07.30 | 札幌   | クイーンS           | GIII | 芝1800m（良） | 14    | 1     | 1     | 007.50（3人）   | 03着 | R1:46.9（34.9）   | -0.2 | 0松山弘平 | 55        | ドゥーラ                            | 462         |
| 0000.10.14 | 東京   | 府中牝馬S           | GII  | 芝1800m（良） | 13    | 1     | 1     | 019.30（8人）   | 08着 | R1:46.6（33.6）   | -0.5 | 0松山弘平 | 55        | ディヴィーナ                        | 464         |
| 0000.12.17 | 中山   | ディセンバーS       | L    | 芝1800m（良） | 13    | 5     | 7     | 005.40（2人）   | 02着 | R1:47.9（35.4）   | -0.1 | 0石橋脩   | 55        | ロングラン                          | 464         |
| 2024.01.13 | 小倉   | 愛知杯              | GIII | 芝2000m（良） | 14    | 2     | 2     | 006.30（2人）   | 03着 | R1:58.1（35.7）   | -0.2 | 0鮫島克駿 | 55        | ミッキーゴージャス                  | 468         |
| 0000.03.09 | 中山   | 中山牝馬S           | GIII | 芝1800m（稍） | 16    | 6     | 11    | 007.00（3人）   | 05着 | R1:49.3（36.1）   | -0.3 | 0西村淳也 | 55        | コンクシェル                        | 470         |
| 0000.04.20 | 福島   | 福島牝馬S           | GIII | 芝1800m（良） | 16    | 1     | 1     | 004.40（1人）   | 01着 | R1:46.9（34.6）   | -0.0 | 0岩田望来 | 55        | （フィールシンパシー）              | 470         |
| 0000.06.16 | 京都   | マーメイドS         | GIII | 芝2000m（良） | 16    | 5     | 9     | 007.70（3人）   | 10着 | R1:58.1（34.3）   | -0.9 | 0岩田望来 | 56        | アリスヴェリテ                      | 480         |
| 0000.08.11 | 中京   | 小倉記念            | GIII | 芝2000m（良） | 12    | 7     | 10    | 006.80（4人）   | 02着 | R1:56.6（35.2）   | -0.1 | 0坂井瑠星 | 56        | リフレーミング                      | 476         |
| 0000.10.14 | 東京   | 府中牝馬S           | GII  | 芝1800m（良） | 15    | 5     | 8     | 019.20（6人）   | 11着 | R1:45.5（34.3）   | -0.8 | 0松山弘平 | 55        | ブレイディヴェーグ                  | 478         |
| 0000.11.10 | 京都   | エリザベス女王杯    | GI   | 芝2200m（良） | 17    | 8     | 17    | 054.4（14人）   | 09着 | R2:11.9（34.7）   | -0.8 | 0松山弘平 | 56        | スタニングローズ                    | 482         |
| 2025.01.25 | 小倉   | 小倉牝馬S           | GIII | 芝2000m（良） | 18    | 8     | 16    | 015.90（8人）   | 09着 | 01:58.8（36.4）   | -0.4 | 0藤岡佑介 | 56        | フェアエールング シンティレーション | 474         |

## 血統表
| コスタボニータの血統          | コスタボニータの血統            | コスタボニータの血統 | （血統表の出典）     | （血統表の出典）  |
| 父系                          | サンデーサイレンス系            | サンデーサイレンス系 | サンデーサイレンス系 |                   |
| 父 イスラボニータ 2011 黒鹿毛 | 父の父フジキセキ 1992 青鹿毛    | *サンデーサイレンス  | Halo                 | Halo              |
| 父 イスラボニータ 2011 黒鹿毛 | 父の父フジキセキ 1992 青鹿毛    | *サンデーサイレンス  | Wishing Well         |                   |
| 父 イスラボニータ 2011 黒鹿毛 | 父の父フジキセキ 1992 青鹿毛    | *ミルレーサー        | Le Fabuleux          | Le Fabuleux       |
| 父 イスラボニータ 2011 黒鹿毛 | 父の父フジキセキ 1992 青鹿毛    | *ミルレーサー        | Marston's Mill       |                   |
| 父 イスラボニータ 2011 黒鹿毛 | 父の母*イスラコジーン 2002 鹿毛 | Cozzene              | Caro                 | Caro              |
| 父 イスラボニータ 2011 黒鹿毛 | 父の母*イスラコジーン 2002 鹿毛 | Cozzene              | Ride the Trails      |                   |
| 父 イスラボニータ 2011 黒鹿毛 | 父の母*イスラコジーン 2002 鹿毛 | Isla Mujeres         | Crafty Prospector    | Crafty Prospector |
| 父 イスラボニータ 2011 黒鹿毛 | 父の母*イスラコジーン 2002 鹿毛 | Isla Mujeres         | Lido Isle            |                   |
| 母 *レディイン 1999 芦毛      | 母の父Kendor 1986 芦毛          | Kenmare              | Kalamoun             | Kalamoun          |
| 母 *レディイン 1999 芦毛      | 母の父Kendor 1986 芦毛          | Kenmare              | Belle of Ireland     |                   |
| 母 *レディイン 1999 芦毛      | 母の父Kendor 1986 芦毛          | Belle Mecene         | *ゲイメセン          | *ゲイメセン       |
| 母 *レディイン 1999 芦毛      | 母の父Kendor 1986 芦毛          | Belle Mecene         | Djaka Belle          |                   |
| 母 *レディイン 1999 芦毛      | 母の母Super Vite 1992 鹿毛      | Septieme Ciel        | Seattle Slew         | Seattle Slew      |
| 母 *レディイン 1999 芦毛      | 母の母Super Vite 1992 鹿毛      | Septieme Ciel        | Maximova             |                   |
| 母 *レディイン 1999 芦毛      | 母の母Super Vite 1992 鹿毛      | Erin On Your Toes    | Irish River          | Irish River       |
| 母 *レディイン 1999 芦毛      | 母の母Super Vite 1992 鹿毛      | Erin On Your Toes    | Lady Northcraft      |                   |
| 母系(F-No.)                   | (FN:F1-l)                       | (FN:F1-l)            | (FN:F1-l)            |                   |

- 姪にイフェイオン（2024年フェアリーステークス）。
- 5代母Princess Roycraftの子孫からはケイエスミラクル（スワンステークス）、ゲームオンデュード（ハリウッドゴールドカップステークス連覇ほか）、プリティゴージャス（フィリーズマイル）、ケマー（コロネーションステークスほか）、アスクビクターモア（菊花賞ほか）など多数の活躍馬が出ている。